# فرد تايلور (لاعب كرة قدم)
فرد تايلور (بالإنجليزية: Fred Taylor)‏ (1 يناير 1884 في المملكة المتحدة - 1 يناير 2000) هو مدرب كرة قدم ولاعب كرة قدم بريطاني (وحمل سابقاً جنسية المملكة المتحدة لبريطانيا العظمى وأيرلندا) في مركز نصف الجناح. لعب مع تشيلسي ونادي برينتفورد ونادي بيتربورو يونايتد ونادي روتشديل ونادي غاينسبورو ترينيتي وماديستون يونايتد ‏ والرابطة الحادية عشر لكرة القدم ‏ وRotherham Town F.C. (1899) ‏ وPeterborough & Fletton United F.C. ‏.